# Purpuricenus dimidiatus
Purpuricenus dimidiatus är en skalbaggsart som beskrevs av Leconte 1884. Purpuricenus dimidiatus ingår i släktet Purpuricenus och familjen långhorningar. Inga underarter finns listade i Catalogue of Life.